# Liu Zige
Liu Zige (n. 31 martie 1989, Benxi⁠(d), Republica Populară Chineză) este o înotătoare chineză, medaliată olimpică. A participat la 2 ediții ale Jocurilor Olimpice (2008, 2012) în care a câștigat o medalie de aur.